# Baltic Basketball League MVP
Il Baltic Basketball League MVP è il premio conferito dalla Lega Baltica al miglior giocatore della stagione regolare.

## Vincitori

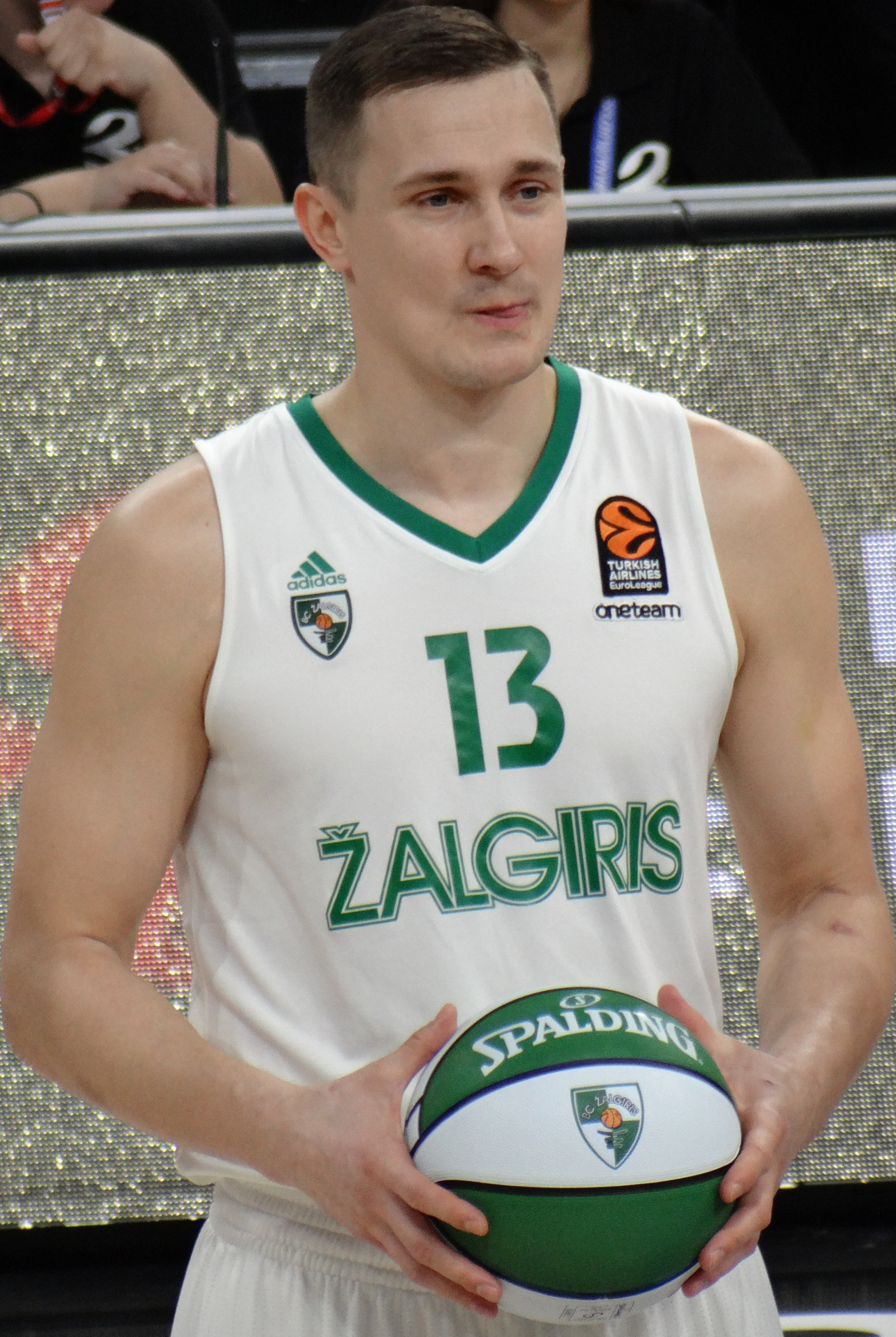
Paulius Jankūnas vincitore nel 2009.

| Stagione  | Nazionalità | Giocatore            | Squadra         |
| --------- | ----------- | -------------------- | --------------- |
| 2004-2005 | Stati Uniti | Tanoka Beard         | Žalgiris Kaunas |
| 2005-2006 | Lituania    | Darjuš Lavrinovič    | Žalgiris Kaunas |
| 2006-2007 | Stati Uniti | Travis Reed          | Kalev/Cramo     |
| 2007-2008 | Serbia      | Vladimir Štimac      | Valmiera        |
| 2008-2009 | Lituania    | Paulius Jankūnas     | Žalgiris Kaunas |
| 2009-2010 | Stati Uniti | Alex Renfroe         | VEF Rīga        |
| 2010-2011 | Bielorussia | Arcëm Parachoŭski    | VEF Rīga        |
| 2011-2012 | Lituania    | Valdas Vasylius      | Šiauliai        |
| 2012-2013 | Lituania    | Gediminas Orelik     | Prienai         |
| 2013-2014 | Stati Uniti | Travis Leslie        | Šiauliai        |
| 2014-2015 | Lituania    | Gintaras Leonavičius | Šiauliai        |
| 2015-2016 | Lituania    | Rokas Giedraitis     | Šiauliai        |
| 2016-2017 | Lituania    | Tomas Delininkaitis  | Prienai         |
| 2017-2018 | Canada      | Jahenns Manigat      | Pieno žvaigždės |